# KSK Tongeren
Koninklijke Sportclub (KSK) Tongeren – belgijski klub piłkarski, grający w czwartej lidze belgijskiej, mający siedzibę w mieście Tongeren.

## Historia
Klub został założony w 1908 roku jako Cercle Sportif Tongrois. W 1969 roku klub połączył się z Patrią Tongeren tworząc Koninklijke Sportclub Tongeren. W 1974 roku Tongeren awansował do finału Pucharu Belgii, jednak uległ w nim 1:4 zespołowi KSV Waregem. W 1981 roku klub wywalczył historyczny awans do pierwszej ligi belgijskiej. Pobyt w niej trwał dwa lata.

## Sukcesy
- Puchar Belgii

finalista (1): 1974

## Historia występów w pierwszej lidze
| Sezon     | Pozycja      | M  | Pkt. | Z  | R | P  | GZ | GS |
| --------- | ------------ | -- | ---- | -- | - | -- | -- | -- |
| 1981/1982 | 10.          | 34 | 30   | 11 | 8 | 15 | 40 | 54 |
| 1982/1983 | 17. (spadek) | 34 | 21   | 7  | 7 | 20 | 39 | 64 |

## Reprezentanci kraju grający w klubie
Stan na czerwiec 2015
| - Luc Beyens - Leo Clijsters - Jos Daerden - Wilfried Delbroek - Yvan Hoste - Odilon Polleunis - Willy Saeren | - Jozef Vliers - Stijn Vreven - Mike Mampuya - Johnny Crossan - Magnús Bergs - Mike Okoth Origi |